# Обчислювальний центр
Обчи́слювальний центр (ОЦ) — організація, підрозділ, або, в більш вузькому сенсі, комплекс приміщень, призначених для розміщення  комп'ютерних систем  і допоміжного обладнання.
У більш широкому сенсі поняття «комп'ютерний центр» охоплює також техніків, інженерів, програмістів та інший обслуговчий персонал, що забезпечує функціонування розміщеної техніки та взаємодію з користувачами.
Раніше приміщення обчислювального центру, де розміщувалися комп'ютери, часто називали машинним залом. Попередниками обчислювальних центрів були  машинно-лічильні станції.
Використовувалась також назва — інформаційно-обчислювальний центр (ІОЦ)
У 1960-і — 1980-і роки, коли потреби в обчислювальній техніці перевищували доступні ресурси, в СРСР існувала така форма організації, як обчислювальний центр колективного користування  — обчислювальний центр, що надавав доступ до комп'ютерних ресурсів стороннім організаціям.